# Bill Chmielewski
William "Bill" Chmielewski  (Detroit, Míchigan; 12 de diciembre de 1941) es un exjugador de baloncesto estadounidense que jugó una temporada en la EPBL y otra más en la ABL. Con 2,08 metros de estatura, lo hacía en la posición de pívot.

## Trayectoria deportiva

### Universidad
Tras haber sido una estrella en su high school en Detroit, donde promedió en su última temporada 29 puntos y 21 rebotes, jugó durante dos temporadas con los Flyers de la Universidad de Dayton, en las que promedió 17,3 puntos y 11,9 rebotes por partido, En 1962 fue el jugador determinante en la consecución del título del National Invitation Tournament con los Flyers, anotando 107 puntos en los cuatro partidos del torneo y consiguiendo ser elegido mejor jugador.

### Profesional
Pocos días antes del comienzo de la temporada 1962-63 en Dayton, Chmielewski abandonó la universidad por sorpresa junto con su esposa embarazada y se trasladó a Detroit. Jugó una temporada con los Trenton Capitols de la EPBL, en la que promedió 12,2 puntos y 10,8 rebotes, y al año siguiente aceptó la oferta de 6500 dólares de los Philadelphia Tapers de la ABL, donde promedió 10,4 puntos y 7,4 rebotes.
Fue elegido en la decimoséptima posición del Draft de la NBA de 1964 por Cincinnati Royals, con quienes realizó la pretemporada, pero fionalmente no lo cogieron, probando posteriormente con Detroit Pistons, con los que tampoco llegó a debutar.
Jugó varios años en pequeñas ligas del Medio Oeste, y entró a trabajar en la fábrica de Ford en Detroit, lo que le hizo rechazar una oferta de 12.000 dólares de los Dallas Chaparrals de la ABA, continuando con su profesión de electricista.